# Moto Guzzi Colibrì prototype
De Moto Guzzi Colibrì was een prototype van een clip-on motor die door Moto Guzzi werd ontwikkeld tijdens de Tweede Wereldoorlog, maar die nooit in productie kwam.
Tijdens de oorlog werd in Italië een wet aangenomen die het mogelijk maakte motorfietsen tot 125 cc zonder kenteken te gebruiken. Bovendien was er behoefte aan zuinige vervoermiddelen, want alle voertuigen, zelfs vrachtauto's en tanks, reden indertijd op benzine en die was dan ook schaars. Een clip-on motor, gemonteerd op een fiets, zou ideaal zijn, want bij benzinegebrek kon er altijd nog gefietst worden.
Bij Moto Guzzi werd in 1944 de Colibrì ontwikkeld door Antonio Micucci. Dit was een 125 cc tweetaktmotortje dat boven het achterwiel van een fiets gemonteerd kon worden en dit dan via een rol aandreef. Het had, naar goed Guzzi-gebruik, een liggende cilinder waarbij de bougie naar voren wees en het carburateurtje met zijn staalgaas-luchtfilter zat achterop. Het brandstofmengsel moest door de krukas heen en die fungeerde dan ook als roterende inlaat. Boven op de motor zat een tweelitertank en naast het achterwiel een uitlaatdemper.
De Colibrì haalde de productie niet. Eén nadeel is op foto's van het prototype duidelijk te zien: het achterspatbord is vervallen, en dat moet op de (veelal onverharde) Italiaanse wegen behoorlijk lastig zijn geweest. Micucci ontwikkelde na de oorlog de 65 cc Motoleggera 65, die veel van de techniek van de Colibrì had, maar veel meer een lichte motorfiets was dan een fiets met hulpmotor.